# كاري لوشه
كاري كوستر لوشه (بالألمانية: Kari Köster-Lösche)‏ Kari Köster-Lösche (ولدت في عام 1946 في لوبيك) هي كاتبة ألمانية.

## حياتها
نشأت في السويد ودرست الطب البيطري في جيسن، وحصلت غلى درجة الدكتوراه في علم البكتيريا، وعملت لمدة عشر سنين في معهد أبحاث دولي في فرانكفورت في الماين. وهي تعيش منذ عام 1980 مع زوجها وولديها في نوردفريسلاند Nordfriesland، وتفرغت للكتابة الحرة منذ عام 1985. وهي تنشر أيضا تحت اسم مستعار زيلكه ينزن Silke Jensen.
كتبت أيضا كتبا متخصصة في تاريخ الحضارة لمنطقة نوردفريزن Nordfriesen، وكذلك في تاريخ الطب وعدة كتب إرشادية طبية. وتعد من المتخصصين في BSE.
وتكتب كذلك روايات تاريخية ذات ملامح تاريخية حضارية.

## من أعمالها
- رقيق كالحمام في القفص 1992
- ساحرة الطاعون 1987
- الأم جريبش 1991
- آخر أيام رونجولت 1997
- ساحرة توندرن 1999
- سائقة العربة 2002
- الموت للأغنياء كلهم 2000
- محكمة الدم 2003
- انتقام دونار 2004
- بالصليب والسيف 2005
- الحكيمة 1994 Die Hakima
- عودة الحكيمة 2002 Die Rückkehr der Hakima
- يأتي الموت مع الطوفان 2005
- المطبخ والطهي في نوردفريسلاند
- فيروس زيلت 2002 (تحت اسم مستعار زيلكه ينزن)